# ベターポーヅ
ベターポーヅ(Better Pause(Pose))とは、かつて日本に存在した劇団。通称「ベタポ」。

## 概要
西島明が早稲田大学2年生の時に演劇ユニット「三軒茶家」を立ち上げ、1993年に三軒茶家からベターポーヅが独立。同年、主宰の西島明を中心に「御大切」（東京・荻窪 アールコリン）で旗揚げ。劇団名の「ベターポーヅ」には、「よりよい間（pause）、よりよい恰好（pose）」という意味がある。2007年に「4人の美容師見習い」をもって解散した。

## 主なメンバー
- 西島明（主宰。作・演出も担当）[1]
- 渡辺道子[1]
- 猿飛佐助[1]
- 阿部光代[1]
- 加藤直美[1]
- 松浦和香子（現・松浦羽伽子）
- 山崎和如[1][注釈 1]
- 大日向美名子
- 吉原朱美（2002年加入）[1]

## 主な公演
- 「御大切」（1993年）
- 「科学を玩ぶ女」（1993年）
- 「ゆうとろどき」（1994年）
- 「いのちのキッチュ」（1994年）
- 「特性のない男の編物」 （1995年）
- 「GREAT ZEBRA IN THE DARK」（1995年）
- 「いのちのキッチュ」（再演）（1996年）
- 「しみひとつない」（1996年）[1]
- 「御大切」（再演）（1997年）
- 「ボインについて、私が知っている二、三の事柄」（1998年）
- 「カエルとムームー」（1998年）
- 「GREAT ZEBRA IN THE DARK '98」（「GREAT ZEBRA IN THE DARK」の再演）（1998年）[2]
- 「オトメチック・ルネッサンス」（1998年）
- 「おやつの季節」（1999年）
- 「別冊オトメチックルネッサンス 接吻は愛の速記術」（1999年）
- 「特性のない男の編物」（再演。初の大阪公演）（2000年）
- 「ノイローゼ・ダンシング」（2000年）
- 「別冊オトメチックルネッサンス 雲の絶間姫」 （2001年）
- 「ベタポ・ガラ」（2001年）
- 「並PLAY」（2002年、2回目の大阪公演）
- 「ベターなジーザス『別冊オトメチックルネッサンス ～オー・マイ・ジーザス～』」（HIGHLEG JESUSとのコラボ企画）（2002年）
- 「ビール樽が熊の毛皮を着込んで火薬で心臓をふくらませています」（2003年）
- 「おやや ヒューマンスヰッチ」（2003年）
- 「ちぎれるほど愛して」（2004年）
- 「しみひとつない」（再演）（2005年 新宿シアター／トップス）[1]
- 「Handsome Union Act.1『初々しくエロやかに』」（プロデュース公演）（2005年 新宿シアター／トップス）[1]
- 「4人の美容師見習い」（2007年）